# Naturschutzgebiet Hohler Stein

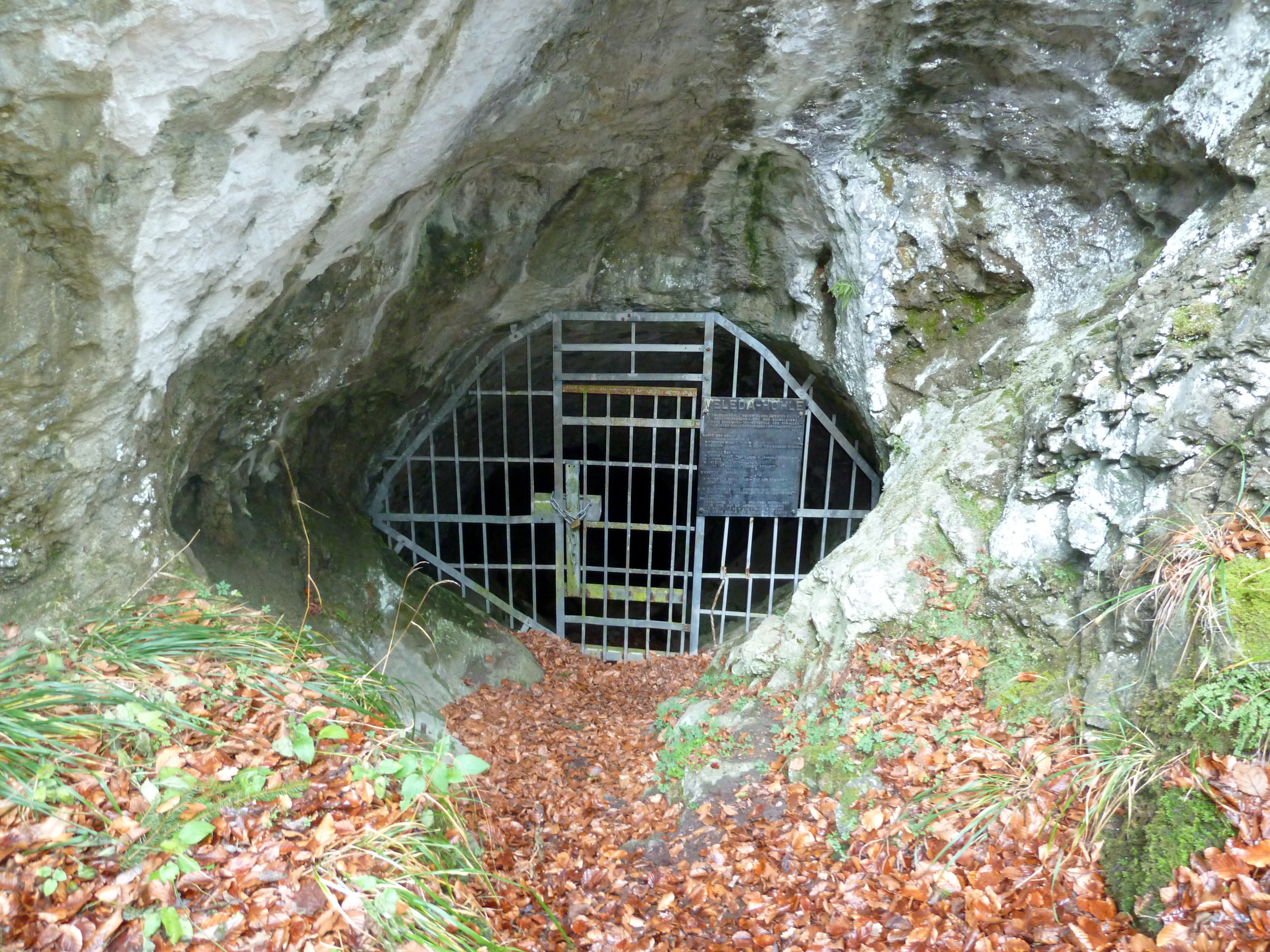
Westlicher Eingang der Veledahöhle

Das Naturschutzgebiet Hohler Stein liegt südlich von Velmede im Gemeindegebiet von Bestwig und hat eine Größe von 12,32 ha. Das Gebiet wurde 2008 mit dem Landschaftsplan Bestwig durch den Hochsauerlandkreis als Naturschutzgebiet (NSG) ausgewiesen. Das Gebiet stellt seit 2004 eine von zehn Teilflächen des Fauna-Flora-Habitat-Gebietes (FFH) Höhlen und Stollen bei Bestwig und Olsberg (Natura 2000-Nr. DE-4616-304) im europäischen Schutzgebietssystem nach Natura 2000 dar. Nur Teile im Süden des NSG gehören zum FFH-Gebiet.

## Gebietsbeschreibung
Beim NSG handelt es sich um ein Waldgebiet mit der Veledahöhle und Felsen. Die Höhle ist ein wichtiges Quartier für Fledermäuse. Die zahlreichen Fledermausknochen, die in Spalten und auf Felsvorsprüngen in der Höhle gefunden wurden zeigen, dass die Höhle seit sehr langer Zeit besonders im Winter von Fledermäusen aufgesucht wird. Aber auch schon im Spätsommer besuchen Fledermäuse die Höhle, um von hier aus nachts in ihre Jagdgebiete zu fliegen. Bemerkenswert sind einzelne Exemplare der Nordfledermaus, die die Höhle regelmäßig zum Winterschlaf nutzen. Diese Art hat im nordwestlichen Deutschland ihr einziges Vorkommen im östlichen Hochsauerland. Im Gebiet gibt es ferner spezielle höhlenbewohnende wirbellose Höhlenkrebse. Die Höhle ist auch Winterquartier für Feuersalamander.

## Schutzzweck
Das NSG soll das Waldgebiet mit der Veledahöhle und ihrem Arteninventar schützen.
Wie bei allen Naturschutzgebieten in Deutschland wurde in der Schutzausweisung darauf hingewiesen, dass das Gebiet „wegen der Seltenheit, besonderen Eigenart und Schönheit des Gebietes“ zum Naturschutzgebiet wurde.